# Боја магије
Боја магије (енгл. The Colour of Magic; издат 1983) је први роман Терија Прачета о Дисксвету.

## Радња
Роман је подељен на четири поглавља:
- Боја магије
- Слање осмице
- Привлачност Вирма
- На ивици

### Боја магије
У Анк-Морпорк, град озлоглашен по криминалу стиже Двоцвет, први Дискветов туриста са Противтежног континента у потрази за авантурама и „добром макљажом“. Његов верни пратилац је чаробни Пртљаг сачињен од крушковог дрвета мудрости који хода на стотинама малих ногу и изазива страх и панику међу мештанима. Двоцвет је за овај пут штедео читав свој радни век и дарежљиво нуди злато сваком ко је спреман да га угости. То привлачи пажњу радозналих дангуба, али и лопова, сецикеса, убица, па и чаробњака лошег карактера Ринсвинда, који постаје Двоцветов водич захваљујући познавању страних језика. Ринсвинд је заправо чаробњак само по звању, јер док је био студент, опкладе ради је завирио у чувену књигу „Октаво“ коју је написао сам створитељ и једна од осам највећих чини се урезала у његово памћење. Од тада није могао да научи нити једну нову чин јер су се оне плашиле да буду „у друштву“ те једне најмоћније. Ринсвиндова намера је била да опљачка Двоцвета и утекне са златом које је Двоцвет изгледа имао у изобиљу. Међутим, покушај бекства је осујетила градска стража и уместо (смртне) казне, господар Ветинари, Патрициј Анк-Морпорка му нуди да буде водич и заштитиник туристе. Тако је захтевао владар Противтежног континента пошто је брижан према припадницима свог народа, али је истовремено богат и моћан, па Патрициј тај захтев није могао да одбије. Ринсвинд, наравно, прихвата понуду, али похлепа за златом житеља Анк-Морпорка је учинила своје и у општем метежу који настаје, град гори у пламену, а Ринсвинд и Двоцвет се спашавају и беже ка планинама...

### Слање осмице
Богови који насељавају сам центар Дисксвета, „убијају време“ тако што се играју разних игара са коцкицама, а фигурице су им живи људи, па чак и читави народи. Овог пута, финалисти у игри су Судбина, вечити победник у таквим играма и Дама, богиња која се појављује само онда када није позвана. „Фигурице“ су Ринсвинд и Двоцвет које Судбина ставља на разна искушења, шаљући им разбојнике и тролове, призивајући чак и бића која су одавно изумрла, још пре времена људи, као што су Дријаде. Дама са своје стране помаже двојици авантуриста, пре свега тако што им је послала и једног јунака, Хруна варварина. Ринсвинд и Двоцвет доживљавају највеће авантуре свог живота, а задивљени богови са интересовањем посматрају игру Судбине и Даме ишчекујући ко ће победити...

### Привлачност Вирма
Ринсвинд, Двоцвет и Хрун варварин стижу до Вирмберга, планине која је постављена наопачке и која се налази у таквом магијском окружењу да у њој обитавају прави змајеви. Принцезу која живи на врху Вирмберга занима Хрун као потенцијални муж који би могао да убије њену браћу и обезбеди јој престо, па зато са својом војском покушава да га отме и приволи да оствари њене циљеве. Међутим, у целу причу ће се упетљати и Хрунови сапутници и знатно закомпликовати ситуацију...

### На ивици
Након вратоломних авантура, у које су укључена и путовања кроз време и димензије, Ринсвинд и Двоцвет завршавају као бродоломници на самој ивици Дисксвета. Проналази их народ Крула, који се, с обзиром да живи на Ивици, специјализовао за астрономију. Управо су завршили нови свемирски брод који има за циљ истраживање пола А'Туина, на чијим леђима почива Дисксвет. Судбина им је понудио „поштену“ погодбу- да жртвују Ринсвинда и Двоцвета како би мисија била успешна. То се баш не допада двојици пустолова и након низа заврзлама, они заузимају место астронаута и заједно са свемирским бродом и чаробним пртљагом, који их верно прати преко целог Дисксвета, падају преко Ивице...

## Критике
Роман је наишао на низ позитивних критика у познатим светским магазинима попут „Kirkus Rewievs“, „Publishers Weekly“ и „Library Journal“. Ајзак Асимов је такође дао своју позитивну критику о овој „инвентивној, лудој, дивљој и чудесној“ фантастици у „Science Fiction Magazine“-у.

## Цитати
Сасвим је јасно кроз њега могао да види угажену траву на којој је овај лежао, али, када је опрезно додирнуо крљушт која је била тек златасти одсјај у ваздуху, учини му се сасвим чврстом. Или би змајеви требало да постоје у целости, или да не постоје уопште, помисли. Змај који половично постоји био је гори од крајности.
„Лајса долази понекад да ме обиђе. Она и даље долази да види свог старог татицу, моја девојчица. Она је једина имала ту снагу личности да ме убије. Мој ивер поред кладе.“